# 修武館奥之形
修武館奥之形（しゅうぶかんおくのかた）とは、兵庫県伊丹市の道場・修武館で伝承されている剣術の形である。本来は5本からなる形であったが、現在は3本しか伝わっていない。
1908年（明治41年）以降に、修武館の師範であった、富山圓（直心影流）、美田村顕教（天道流）、真貝忠篤（窪田派田宮流）、岡本七太郎（神道無彊流）、成富赫治（流派不明）の流派の技を1本ずつ採用し5本の形を定めたものである。
その後、2本が失伝し、現在は直心影流、天道流、窪田派田宮流の技を採用した3本のみ伝承されている。